# Малатеста да Верукио
Малатеста да Верукио, наречен „Старият Мастин“ (на италиански: Malatesta da Verucchio или Mastin Vecchio; * 1212, Верукио; † 1312, Римини) е италиански кондотиер, господар на Римини от 1295 г. до смъртта си, принадлежащ на клона от Верукио на династията Малатеста.
Той е баща на Джовани „Джанчото“ Малатеста, който убива съпругата си Франческа да Римини, когато тя става любовница на брат му Паоло, което му осигурява място в „Божествена комедия“ на Данте.

## Произход
Той е син е на Малатеста I Малатеста (* 1183, † 1248), подест на Пенабили и на Пистоя (1239 – 1249), и на съпругата му Аделазия. Има един брат и една сестра:
- Емилия
- Джовани

## Биография
Малатеста умело използва брачните отношения, за да укрепи властта си. Той се жени за Конкордия дей Пандолфини, дъщеря на имперския викарий. Освен че му гарантира важна роля във фракцията на гибелините, през 1239 г. той става гибелински подест на Римини, като бракът му носи няколко владения в Южна Романя като зестра.
През 1248 г., след поражението на император Фридрих II в Парма, той сменя партията, като се присъединява към партията на гвелфите. Оттогава нататък той е най-значимият гвелфски представител на Романя. За да укрепи новите съюзи, възползвайки се от смъртта на първата си съпруга Конкордия, около 1263 г. той сключва нов брак с Маргарита Палтениери, племенница на апостолическия легат на Марке. Антагонизмът с Монтефелтро му позволява да формира съюзи с други гвелфски фамилии, които се бият с Гуидо да Монтефелтро, водач на гибелините от Романя, като да Полента. Също така в този случай политическият съюз е подсилен с брак: в този случай този на първородния му син Джовани, известен като Джанчото, и Франческа да Полента.
Поради известността, която придобива в борбата срещу гибелините, той е призован от болонското гвелфско семейство Джеремеи да подкрепи борбата срещу съперничещата гибелинска фракция на Ламбертаци и през 1275 г. заема длъжността капитан на народа в Болоня. Впоследствие е назначен от Шарл I Анжуйски за папски викарий във Флоренция.
През 1295 г. той се провъзгласява за господар на Римини, постановявайки експулсирането на всички съперничещи гибелински семейства.
За тези събития Малатеста е споменат от Данте като „Старият Мастин“ („Ад“, песен XXVII, стих. 46 – 48), заедно със сина си Малатестино I – „Новият Мастин“. Данте припомня, че двамата са накарали Монтаня ди Парчитади, ръководител на фракцията на гибелините в Римини, да бъде затворен и убит през 1295 г.
Самият Малатестино I е държан от Данте отговорен за убийството на двамата най-добри мъже от Фано („Ад“, Песен XXVIII, стих. 76 – 84). Но най-известният епизод, който го свързва с „Божествена комедия“, всъщност е този на Паоло и Франческа, който засяга връзката между неговия син Паоло и неговата снаха Франческа да Полента, и двамата убити от нейния съпруг Джанчото, брат на Паоло.
Той умира като столетник през 1312 г., след като продиктува щателни заветни разпоредби. Сиджизмондо Пандолфо събира останките му, заедно с тези на другите си предци, в Кивота на предците и потомците, дело на Агостино ди Дучо, в църквата „Сан Франческо“ в Римини или в храма Малатеста.
Малатеста да Верукио е наследен от най-големия си син Малатестино I Малатеста.

## Брак и потомство
Жени се два пъти:
∞ 1. 1248 за Конкордия дей Пандолфини от Виченца, от която има четирима сина и една дъщеря:
- Ренгарда Малатеста (пр. † 1312)[8]
- Малатестино Малатеста († 14 октомври 1317), господар на Римини като Малатестино I (1312 – 1317), има две деца
- Джовани „Джанчото“ Малатеста (* 1240, † 1304), кондотиер, господар на Пезаро (1294 – 1304); ∞ 1. за Франческа да Римини († 1283/1286), от която има една дъщеря 2. за Дзамбадзина дей Дзамбази от Фаенца, от която има трима сина и две дъщери
- Паоло Красивият (* ок. 1246, Верукио; † 1285, Градара) политик и дипломат; ∞ 1269 за Орабила Беатриче, графиня на Джиаджоло, от която има син и дъщеря
- Рамберто Малатеста († 1298), религиозно лице

∞ 2. 1266 за Маргерита Палтениери от Монселиче, от която има един син и две дъщери:
- Мадалена Малатеста, ∞ за Бернардино да Полента
- Симона Малатеста († сл. 1355), ∞ 1. за Марко Раниери от Кунио, син а граф Райнерио 2. за Тадео ди Пиетрарубия
- Пандолфо I Малатеста (* ок. 1267, † 6 април 1326), кондотиер, господар на Римини (1317 – 1326) и на Пезаро (1304 – 1306, 1320 – 1326); ∞ за Тадеа от Римини (* 1267), от която има двама сина и една дъщеря

Хипотезата за трета съпруга е отречена от всички историци на Малатеста, като се започне от Масера – грешка в резултат на грешен превод на латински документ: това е къща, а не съпруга, която Малатеста придобива през 1230 г. от Гулиелмо от Аригето. Според Помпео Лита обаче тя е дъщеря на някой си Гулиелмо ди Енрикето.
Самоличността на майката на Ренгарда обаче е несигурна и тя е първородната на Конкордия. В някои родословни дървета на Малатеста Ренгарда дори не се споменава.

### Други
- Malatesta, Malatesta II da Verucchio, в Dizionario di storia, Istituto dell'Enciclopedia Italiana, 2010
- Malatèsta, Malatèsta II da Verùcchio, на sapere.it, De Agostini